# العلاقات الأيرلندية الكورية الجنوبية
العلاقات الأيرلندية الكورية الجنوبية هي العلاقات الثنائية التي تجمع بين جمهورية أيرلندا وكوريا الجنوبية.

## مقارنة بين البلدين
هذه مقارنة عامة ومرجعية للدولتين:
| وجه المقارنة                                              | جمهورية أيرلندا                                       | كوريا الجنوبية                                                          |
| --------------------------------------------------------- | ----------------------------------------------------- | ----------------------------------------------------------------------- |
| المساحة (كم2)                                             | 70.27 ألف                                             | 100.30 ألف                                                              |
| عدد السكان (نسمة)                                         | 4.76 مليون                                            | 51.47 مليون                                                             |
| الكثافة السكانية (ن./كم²)                                 | 67.74                                                 | 513.16                                                                  |
| العاصمة                                                   | دبلن                                                  | سول                                                                     |
| اللغة الرسمية                                             | اللغة الأيرلندية، لغة إنجليزية، الإنجليزية الأيرلندية | اللغة الكورية                                                           |
| العملة                                                    | جنيه أيرلندي، يورو، عملات اليورو الأيرلندية           | وون كوري جنوبي                                                          |
| الناتج المحلي الإجمالي (بليون دولار)                      | 333.73 مليار                                          | 1.53 تريليون                                                            |
| الناتج المحلي الإجمالي (تعادل القوة الشرائية) بليون دولار | 318.16 مليار                                          | 1.75 تريليون                                                            |
| الناتج المحلي الإجمالي الاسمي للفرد دولار أمريكي          | 61.13 ألف                                             | 27.22 ألف                                                               |
| الناتج المحلي الإجمالي للفرد دولار أمريكي                 |                                                       |                                                                         |
| مؤشر التنمية البشرية                                      | 0.916                                                 | 0.901                                                                   |
| رمز المكالمات الدولي                                      | +353                                                  | +82                                                                     |
| رمز الإنترنت                                              | .ie                                                   | .kr                                                                     |
| المنطقة الزمنية                                           | 00، ت ع م+01:00، أوروبا/دبلن ‏                         | توقيت كوريا الجنوبية، ت ع م+09:00، آسيا/سيول ‏، ت ع م+08:00، ت ع م+08:30 |

## منظمات دولية مشتركة
يشترك البلدان في عضوية مجموعة من المنظمات الدولية، منها:
| علم المنظمة | اسم المنظمة                               | تاريخ انضمام جمهورية أيرلندا | تاريخ انضمام كوريا الجنوبية |
| ----------- | ----------------------------------------- | ---------------------------- | --------------------------- |
|             | مؤسسة التمويل الدولية                     | 11 سبتمبر 1958               | 16 مارس 1964                |
|             | مجموعة أستراليا                           | 1985                         | 1996                        |
|             | يونسكو                                    | 3 أكتوبر 1961                | 14 يونيو 1950               |
|             | مجموعة الموردين النوويين                  | ?                            | ?                           |
|             | الوكالة الدولية للطاقة                    | ?                            | ?                           |
|             | مؤسسة التنمية الدولية                     | 22 ديسمبر 1960               | 18 مايو 1961                |
|             | منظمة التعاون الاقتصادي والتنمية          | ?                            | 12 ديسمبر 1996              |
|             | المركز الدولي لتسوية المنازعات الاستشارية | 7 مايو 1981                  | 23 مارس 1967                |
|             | وكالة ضمان الاستثمار متعدد الأطراف        | 27 أكتوبر 1989               | 12 أبريل 1988               |
|             | منظمة حظر الأسلحة الكيميائية              | ?                            | ?                           |
|             | الأمم المتحدة                             | 14 ديسمبر 1955               | 17 سبتمبر 1991              |
|             | منظمة الشرطة الجنائية الدولية             | ?                            | ?                           |
|             | البنك الدولي للإنشاء والتعمير             | 8 أغسطس 1957                 | 26 أغسطس 1955               |
|             | الفريق المعني برصد الأرض                  | ?                            | ?                           |
|             | الاتحاد البريدي العالمي                   | ?                            | ?                           |
|             | منظمة التجارة العالمية                    | ?                            | ?                           |
|             | المنظمة الهيدروغرافية الدولية             | ?                            | ?                           |
|             | بنك التنمية الآسيوي                       | 2006                         | 1966                        |
|             | نظام تحكم تكنولوجيا القذائف               | 1992                         | 2001                        |

## وصلات خارجية
- موقع وزارة الخارجية الكورية الجنوبية